# 赵元楷
赵元楷（?—?），中国隋唐的政治人物，天水郡人。隋朝宰相赵芬的幼子，做历阳郡丞的时候，进献珍奇美味给在江都的隋炀帝，升为江都郡丞。赵元楷负责供应美酒饮食，炀帝与萧以及宠幸的美女酒杯不离口。宇文化及杀害隋炀帝後，赵元楷随至河北。宇文化及失败，元楷将归长安的唐朝，在滏口遇强盗，仅以身免。他妻子清河郡人崔氏被强盗抓住，逼其为妻。崔氏说：“我士大夫女，为仆射子妻，今日破亡，自可即死，终不为贼妇。”群贼撕裂她的衣服，把她绑在床上，将陵辱她。崔氏害怕被辱，骗他们说：“今力已屈，当受处分。”群贼暂时把她放开。崔氏趁机取贼刀倚树而立：“欲杀我，任加刀锯；若觅死，可来相逼。”群贼大怒，乱箭射杀。赵元楷后来得获杀他妻子的人，将他肢解，来祭崔氏灵柩。
赵元楷在唐朝为司农少卿，窦静在司农寺为司农卿，赵元楷擅长搜括民财，窦静鄙视他，曾对属下的官员们大声地说道：“隋炀帝骄奢淫逸、贪渎民财，司农署非得有你不可。现在皇帝自身节俭爱护民众，你又有何用呢！”赵元楷听后十分的愧疚。638年二月二十，唐太宗巡视到蒲州，刺史赵元楷命令百姓们身穿纱单衣迎接车驾，装饰廨舍楼台观宇，又养了一百多头羊、数百条鱼献给贵族外戚。太宗责备他说：“朕巡行到黄河、洛水一带，凡有所须，均从府库中支取。你所做的乃是已灭亡的隋朝的老毛病了。”侯君集征高昌时，坐马的前额被虫子咬伤，行军总管赵元楷用手指沾脓，用鼻子闻其臭味，御史上奏弹劾赵元楷谄媚，降职为栝州刺史。